# 異国の出来事 (杏里の曲)
「異国の出来事」（いこくのできごと）は、杏里8枚目のシングル。1981年9月21日発売。発売元はフォーライフ・レコード。

## 解説
- 3rdアルバム『哀しみの孔雀』と同時発売。

## 収録曲
1. 異国の出来事
  - 作詞：佐藤奈々子 作曲・編曲：鈴木慶一
2. Am I Afraid?
  - 作詞：大貫妙子 作曲・編曲：岡田徹

## 関連作品
- 哀しみの孔雀